# Шеддон, Гордон
Го́рдон Ше́ддон (англ. Gordon Sneddon) — шотландский кёрлингист и тренер по кёрлингу.
В составе мужской сборной Шотландии участник чемпионата мира 1984 (заняли седьмое место). В составе мужской сборной ветеранов Шотландии серебряный призёр чемпионата мира 2019.

## Достижения
- Чемпионат мира по кёрлингу среди ветеранов: серебро (2019).

## Команды
| Сезон   | Четвёртый     | Третий       | Второй        | Первый         | Запасной                            | Турниры           |
| ------- | ------------- | ------------ | ------------- | -------------- | ----------------------------------- | ----------------- |
| 1977—78 | Гордон Мюрхед | Eric Haggart | Гордон Шеддон | Ken Nichol     |                                     | [ 2 ]             |
| 1983—84 | Майк Хэй      | Дэвид Хэй    | Дэвид Смит    | Рассел Кейллер | Гордон Шеддон                       | ЧМ 1984 (7 место) |
| 2018—19 | Дэвид Смит    | Майк Хэй     | Питер Смит    | Sandy Reid     | Гордон Шеддон тренер: Гордон Шеддон | ЧМВ 2019          |

(скипы выделены полужирным шрифтом)

## Результаты как тренера национальных сборных
| Год  | Турнир                                          | Сборная                   | Место |
| ---- | ----------------------------------------------- | ------------------------- | ----- |
| 2019 | Чемпионат мира по кёрлингу среди ветеранов 2019 | Шотландия (ветераны муж.) | 2     |